# Sixième réforme de l'État belge

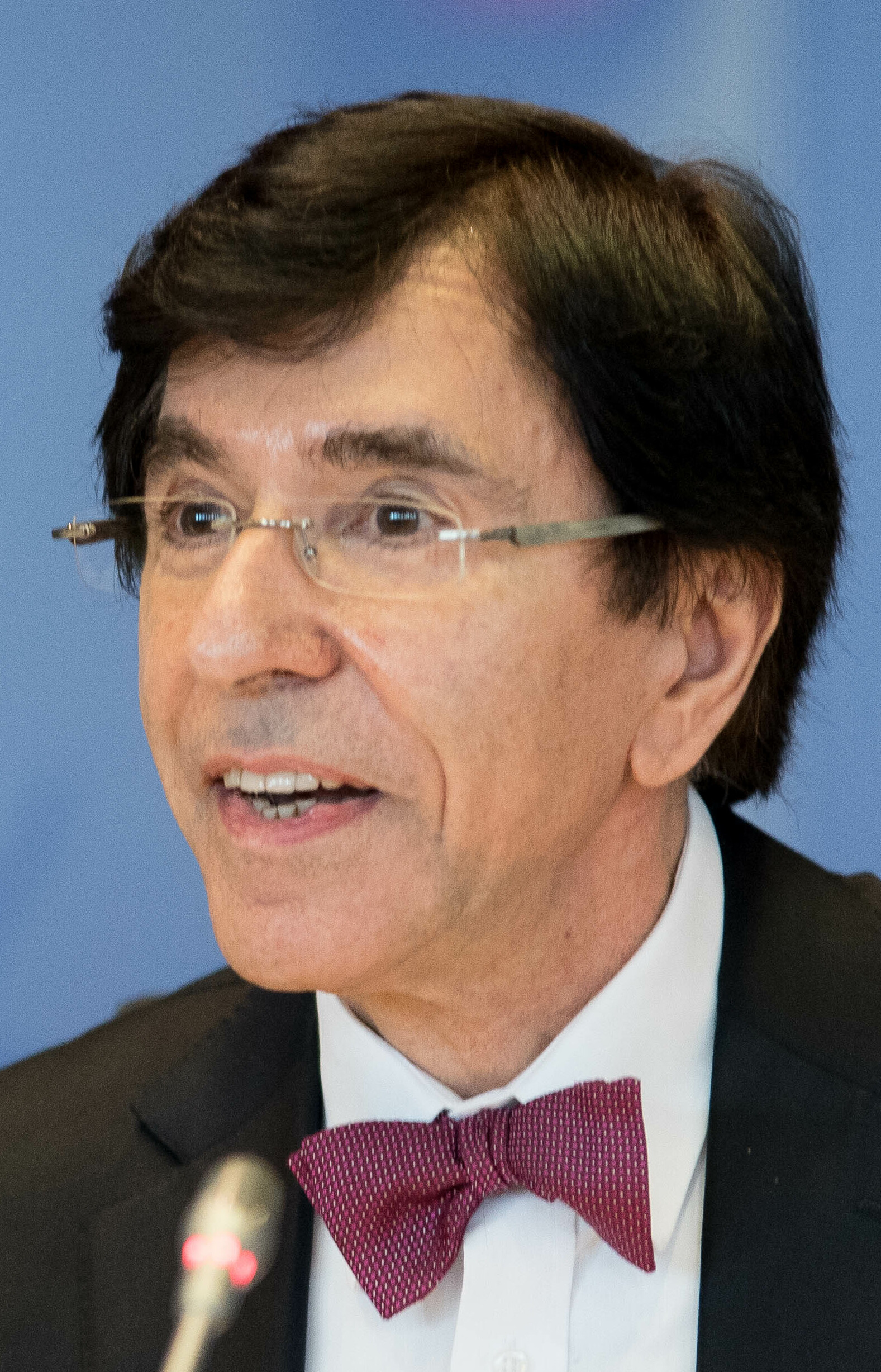
La sixième éforme de l'État est parfois surnommée « Accord papillon » en référence au nœud papillon porté par Elio Di Rupo, alors premier ministre de Belgique et chef du gouvernement.

La sixième réforme de l'État belge est le sixième volet d'une série de réformes de l’État lancées en Belgique à la fin des années 1960, avec, pour toile de fond, la naissance du fédéralisme belge pour tenter d’apporter une solution aux tensions communautaires dans le Royaume, entrainant la fin de l'état-nation unitaire et la transition vers un état fédéral.
Ce sixième opus est le résultat des 541 jours de crise politique en 2010-2011, soit la plus longue crise politique de l'histoire belge et l'une des plus longues de l'histoire moderne mondiale. Cette réforme a été négociée par les six partis qui formeront le gouvernement Di Rupo (les socialistes du PS et du sp.a, les démocrates chrétiens du CD&V et du cdH, et les libéraux de l'Open Vld et du MR) ainsi que les deux partis écologistes (Ecolo et Groen!). La N-VA, parti nationaliste flamand et premier parti belge à la suite des élections fédérales de 2010, n'a quant à elle joué aucun rôle dans les négociations ayant conduit à cette réforme. 
Cette réforme de l'État est parfois surnommée « Accord papillon » en référence au nœud papillon porté par Elio Di Rupo. 

## Contexte
La cinquième réforme de l'État belge n'avait pas permis de trouver une solution à un problème majeur : la scission de Bruxelles-Hal-Vilvorde. Celle-ci est en effet une revendication du mouvement flamand, censée mettre fin à un problème communautaire récurrent dans la vie politique belge depuis la mise en place de la frontière linguistique le 8 novembre 1962, de la scission de la province de Brabant le 1er janvier 1995 et, de façon encore plus impérieuse, depuis un arrêt de la Cour d’arbitrage appelant à une solution en 2003.

## Contenu

### Communautés
- La Communauté germanophone obtient davantage d'autonomie.
- Les communautés obtiennent des compétences relatives aux politiques familiales.
- Les communautés seront financées différemment et bénéficieront d'une plus grande autonomie fiscale.

### Fédéral

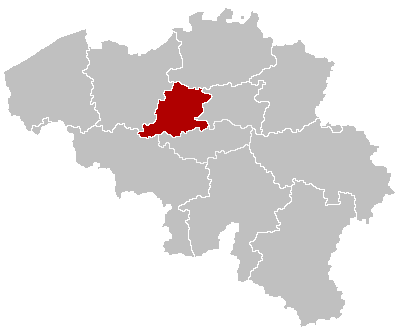
La sixième réforme de l'État belge clôt l'épineux dossier de la scission de l'arrondissement électoral de Bruxelles-Hal-Vilvorde.

- L'arrondissement électoral de Bruxelles-Hal-Vilvorde est scindé. L'ancienne province du Brabant est redécoupée en trois arrondissements électoraux :
  - l'arrondissement éléctoral du Brabant flamand
  - l'arrondissement éléctoral du Brabant wallon
  - l'arrondissement éléctoral de Bruxelles
- L'arrondissement judiciaire de Bruxelles est réformé.
- Le Sénat n'est plus élu directement et ne compte plus que 60 sénateurs. 50 d'entre eux sont issus des assemblées régionales et communautaires, faisant ainsi du Sénat une chambre des entités fédérées ; les 10 sénateurs restants sont quant à eux cooptés par les partis politiques.
- Les enfants du roi n'auront plus droit à un siège au Sénat.
- La procédure de vote pour les Belges à l’étranger a été simplifiée et adaptée afin d’assurer une répartition plus naturelle de ces votes sur les différents cantons et circonscriptions électorales.
- Création de la communauté métropolitaine de Bruxelles en vue de la concertation entre les différents niveaux de pouvoir concernés à propos des matières transrégionales.
- La législation électorale a  été adaptée afin de renforcer la démocratie et la crédibilité politique.

### Régions
| |  |  |
| La mobilité routière fait partie des compétences transférées aux régions lors de la sixième réforme de l’État, entrainant des différences, notamment en matière de limitation de vitesse. |  |  |

- La région de Bruxelles-Capitale obtient davantage d'autonomie. De plus, elle supprime la fonction de gouverneur en la remplaçant par deux fonctions distinctes : celle de « haut fonctionnaire de la région de Bruxelles-Capitale » pour les compétences liées à la gestion de crise et à la planification d’urgence et celle de « Ministre-président de la région de Bruxelles-Capitale » pour les compétences liées à l’ordre public. Cette double fonction a été votée par le parlement de la région de Bruxelles-Capitale le 17 juin 2022[1].
- Les régions obtiennent des compétences relatives à l'économie, à la mobilité routière et à l'emploi. C'est ainsi que le code de la route change d'une région à l'autre dès 2017, notamment en matière de limitation de vitesse[2].
- Les régions sont financées différemment et bénéficieront d'une plus grande autonomie fiscale.

## Caractéristiques
Fin 2011, au terme de la plus longue crise politique de l'histoire contemporaine, un accord institutionnel est trouvé entre les quatre grandes familles politiques belges (les socialistes, les libéraux, les sociaux-chrétiens et les écologistes), mais sans les nationalistes flamands, afin de mettre en œuvre une sixième réforme de l'État. Celle-ci prévoit, en deux volets, d'importants changements institutionnels et de nombreux transferts de compétences de l'État fédéral aux entités fédérées.
- Le premier volet, approuvé par le Parlement en juillet 2012, concerne la scission de l'arrondissement judiciaire et de la circonscription électorale de Bruxelles-Hal-Vilvorde, le règlement des contentieux liés à la nomination des bourgmestres, le financement de la Région de Bruxelles-Capitale, le vote des Belges expatriés et la prise de fonction effective des députés élus dans plusieurs parlements.

- Le second volet, approuvé par le Parlement en janvier 2014, modifie la durée de la législature fédérale (désormais de cinq ans, afin de faire coïncider les élections régionales, élections européennes et fédérales) et la composition et le rôle du Sénat pour en faire une chambre des entités fédérées. Il transfère également, complètement ou partiellement, un grand nombre de compétences fédérales aux Régions et aux Communautés, dont les allocations familiales et le code de la route.

Les modifications de la Constitution, les lois spéciales et les lois qui exécutent la sixième réforme de l’État ont été publiées le 31 janvier 2014 au Moniteur Belge. Au total, cela représentait 1.000 pages de textes de loi. Ces textes règlent le transfert de compétences aux Communautés et Régions ainsi qu’une réforme importante de la loi spéciale de financement.

### Lois
- Une proposition de loi visant à scinder l'arrondissement de Bruxelles-Hal-Vilvorde (publiée au Moniteur belge  le 22 août 2012).

### Révision de la Constitution
- Une révision de la Constitution qui prévoit la scission de l’arrondissement électoral de Bruxelles-Hal-Vilvorde.
- Une révision de la Constitution qui modifie les élections à la Chambre et au Parlement européen.

## Voir également
- Crise politique belge de 2007–2011
- Formation du gouvernement belge en 2010-2011
- Gouvernement Di Rupo I
- Histoire constitutionnelle de la Belgique
- Réformes de l’État belge